# 가우리 1호

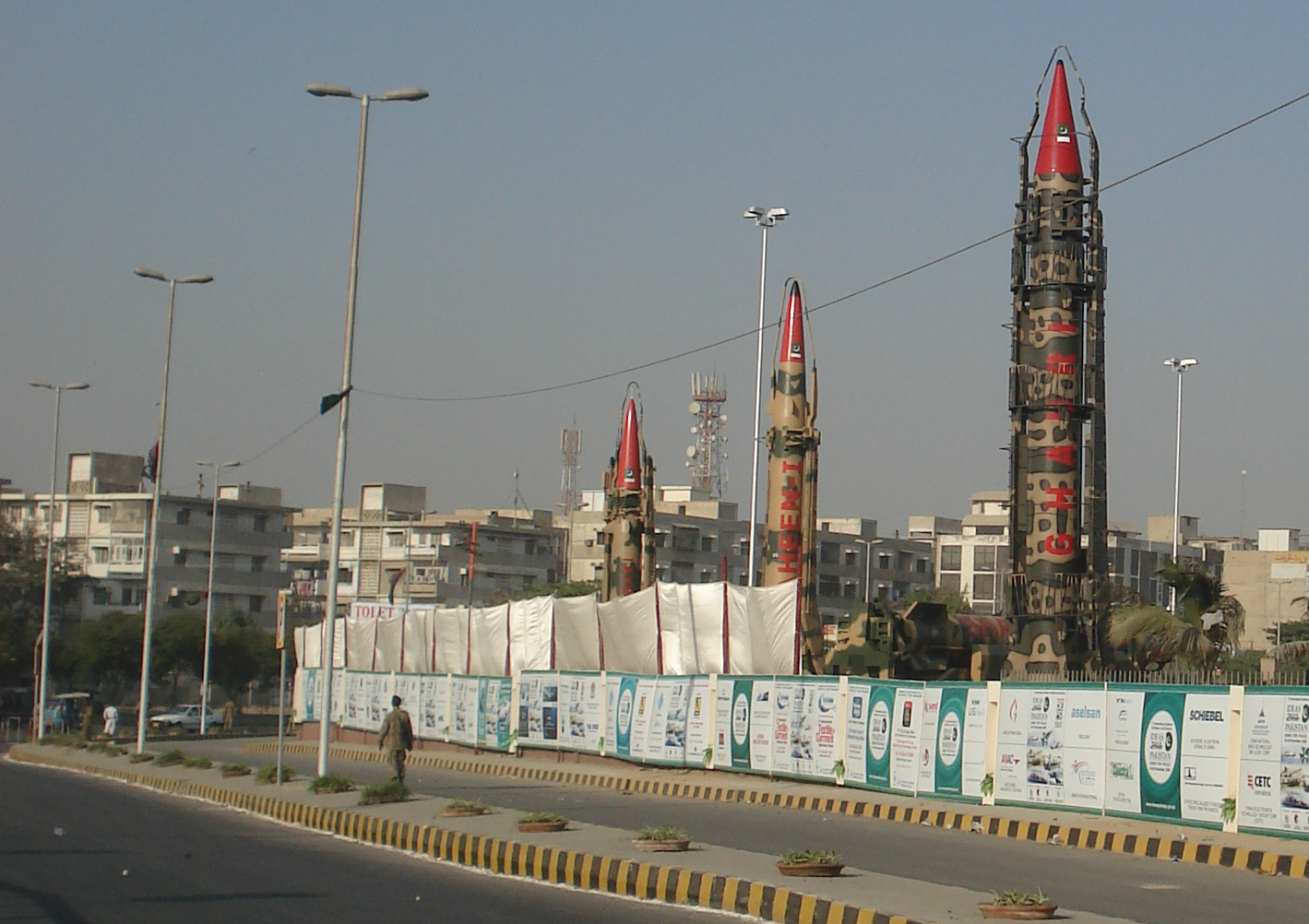

가우리 1호는 파키스탄이 1990년대 중반 북한산 미사일을 수입하여 '가우리'라 명명한 파키스탄의 미사일이다.

## 실험 실패
1998년 4월의 첫 시험발사에서 가우리 미사일은 유도 시스템 이상으로 실패했지만, 파키스탄군은 성공했다고 발표하였다.

## 잦은 고장
1999년 4월에 실시된 2차 시험발사마저 실패하자 파키스탄 정부는 북한 기술진을 불러들여 문제 해결을 요구했다. 이후 카르길 전쟁 중에도 미사일의 결함이 해결되지 않아 파키스탄은 북한에 환불을 요구하려 했다고 한다.

## 황당한 일화
2013년 1월 익명을 요구한 전직 파키스탄 과학자가 1999년 파키스탄과 인도 간 국지전(카르길 전쟁) 당시 파키스탄군이 북한산 미사일을 믿고 무력도발에 나섰다가 미사일 결함으로 물러서는 상황이 벌어졌다고 증언한 것이다.
이 과학자는 26일 교도통신과의 인터뷰에서 “당시 육군참모총장이었던 페르베즈 무샤라프 전 대통령이 북한 노동1호 미사일을 개조한 가우리 미사일의 배치를 추진했다”며 “이는 핵탄두 장착이 가능한 미사일로 인도를 압박한다는 전략이었다”고 밝혔다. 하지만 미사일의 유도 시스템에 결함이 있던 것으로 드러나 결국 ‘비장의 카드’를 써보지도 못하고 파키스탄군이 철수하게 됐다고 그는 덧붙였다. 통신은 이 과학자가 최근까지 파키스탄의 미사일과 핵 개발에 밀접하게 관여한 인물이라고 소개했다.

## 같이 보기
- 화성-7형
- 탄도 미사일
- 가우리 2호
- 미사일 목록

## 참고
pttp://m.news.naver.com/read.nhn?mode=LSD&mid=sec&sid1=104&oid=005&aid=0000541184 파키스탄,1999년 인도와 분쟁때 ''北 미사일 결함으로 낭패''

## 더하기
- 가우리 2호